# Aphalara freji
Aphalara freji är en insektsart som beskrevs av Burckhardt och Lauterer 1997. Aphalara freji ingår i släktet Aphalara och familjen rundbladloppor. Inga underarter finns listade i Catalogue of Life.